# سایمون نای
سایمون نای (انگلیسی: Simon Nye؛ زادهٔ ۲۹ ژوئیهٔ ۱۹۵۸) نویسنده اهل بریتانیا است.
از فیلم‌ها یا مجموعه‌های تلویزیونی که وی در آن‌ها نقش داشته‌است، می‌توان به دکتر هو، مردان کج‌رفتار، برآب‌رفته و آخرین ادای احترام اشاره نمود.